# Шторх, Беатрис фон
Беатрикс фон Шторх (нем. Beatrix von Storch) урождённая Беатрикс Амелия Эренгард Айлика, герцогиня Ольденбургская (нем. Beatrix Amelie Ehrengard Eilika, Herzogin von Oldenburg; род. 27 мая 1971, Любек, ФРГ) — член Ольденбургского великогерцогского дома, правнучка последнего Великого герцога Ольденбургского Фридриха Августа II; немецкий политик и юрист, член АдГ, депутат Бундестага (с 2017).

## Биография
Родилась 27 мая 1971 года в Любеке в семье герцога Гуно Фридриха Петера Макса Ольденбургского (род. 1940) и графини Фелицитас Шверин фон Крозиг (род. 1941).
Её дед (со стороны отца) — Николаус фон Ольденбург; дед по материнской линии — Людвиг Шверин фон Крозиг — нацистский политик, председатель фленсбургского правительства, внучатый племянник жены Карла Маркса.
В 2011 году Беатрикс фон Шторх вступила в Свободную демократическую партию Германии. А в 2013 году присоединилась к партии «Альтернатива для Германии», основанной в том же году. В 2015 году Шторх стала вице-председателем партии.
Беатрикс фон Шторх — член Европейского парламента от Германии (с июля 2014 до ноября 2017 года), член Европейского христианского политического движения.
Выступает за консервативный подход к гендерным ролям и традиционную семью, отвергает однополые браки.

## Личная жизнь
В 2010 году вышла замуж за Свена Андреаса фон Шторха, предпринимателя и аристократа. Детей в браке нет.